# Ruhr-Sieg-Radweg
De Ruhr-Sieg-Radweg (Ruhr-Sieg-fietsroute) is een langeafstandsfietsroute in Duitsland. De route verbindt het stroomdal van de Ruhr met dat van de Sieg. Het traject is bewegwijzerd in twee richtingen.

## Traject
De route begint in Wennemen nabij Meschede in het Sauerland aan de Ruhr. Ze voert verder door het Sauerland naar het Rothaargebergte. Tussen Wennemen en Eslohe loopt de HenneseeSchleife parallel mee en in Eslohe kan worden aangesloten op de Sauerland-Radring welke tot Finnentrop parallel meeloopt. In Finnetrop kruist ook de Lenneradweg welke de Lenne volgt.
De route volgt veel oude spoorbanen en eindigt in Kirchen aan de Sieg waar de Siegradweg kan worden opgepakt. 

## Aansluitingen met andere routes
- In Wennemen kan worden aangesloten op de Ruhrtalradweg.
- Tussen Wennemen  en Eslohe loopt de route parallel met de HenneseeSchleife.
- Tussen Eslohe en Finnentrop loopt de route parallel met de Sauerland-Radring.
- In Finnentrop kruist de route de Lenneradweg.
- In Kirchen kan worden aangesloten op de Siegradweg.
- Op elk willekeurig punt kan gebruik worden gemaakt van het fietsroutenetwerk ter plaatse.